# Зона Замфирова (ТВ филм)
Зона Замфирова је југословенски ТВ филм из 1967. године. Режирао га је Здравко Шотра а сценарио су написали Миодраг Царић по делу Стевана Сремца.

## Улоге
| Глумац           | Улога |
| ---------------- | ----- |
| Јелица Бјели     |       |
| Драгица Брковић  |       |
| Тома Јовановић   |       |
| Даница Кучуловић |       |
| Витомир Љубичић  |       |
| Вера Милошевић   |       |
| Љубица Раваси    |       |
| Добрила Шокица   |       |